# Kvarsnesvika
Die Kvarsnesvika (norwegisch für Ruhige Landspitzenbucht, in Australien Kvars Bay) ist eine kleine Bucht an der Küste des ostantarktischen Kemplands. Im südlichen Teil der Edward-VIII-Bucht liegt sie auf der Südostseite der Halbinsel Kvarsnes.
Norwegische Kartographen, die sie auch benannten, kartierten sie anhand von Luftaufnahmen der Lars-Christensen-Expedition 1936/37.